# Táborský kraj
Táborský kraj bylo historické správní území se sídlem v královském městě Táboře vzniklé na základě reskriptu Marie Terezie z 23. ledna 1751 spolu s Budějovickým krajem rozdělením do té doby existujícího Bechyňského kraje. Hranice s Budějovickým krajem vedla zhruba od Bechyně k Nové Bystřici s tím, že Soběslav již patřila do kraje budějovického, což bylo dáno příslušnosti jednotlivých obcí k panstvím, kdy krajské hranice nerozdělovaly pokud možno hranice jednotlivých panství. 
Na základě výnosů ministerstva vnitra (říš. zák. č. 295 a 352) došlo k celkové správní reformě spojené se zánikem panství a vytvořením politických a soudních okresů od 1. ledna 1850. V rámci této reformy byl Táborský kraj včleněn do Budějovického kraje a pokračoval dále jako nižší jednotka, podkraj. V rámci této reformy došlo i k úpravě hranic začleněním politických okresů Milevsko, Sedlčany, Benešov z bývalého Berounského a Kouřimského kraje. Na jihu došlo k úpravě hranic mezi podkraji převedením města Soběslav a jejího soudního okresu do správy táborského podkraje a naopak politický okres Jindřichův Hradec byl převeden do pokraje Budějovického, čímž podkraj přišel o hranici s Horními Rakousy. 
Roku 1855 při další správní reformě byl obnovený jako samostatný kraj, s tím, že zahrnoval pět bývalých politických okresů: Tábor, Milevsko, Sedlčany, Benešov a Pelhřimov, což odpovídalo hranicím podkraje daných předchozí reformou. Kraj byl zrušen spolu se všemi ostatními kraji roku 1862, respektive definitivně roku 1868, kdy zanikly i poslední pravomoci krajských úřadů spojených s dohledem na politické okresy. 
Táborský kraj byl de facto krátce obnoven v květnu 1945 v rámci revolučního uspořádání pod revolučním krajským národním výborem v Táboře.